# Perpetuum Mobile (canção)
Perpetuum Mobile é a mais famosa canção do grupo Penguin Cafe Orchestra. Composta por Simon Jeffes, ela foi lançada no álbum Signs of Life, de 1987. Por ter sido escrita na exótica e complexa fórmula de compasso musical 15/8, a melodia parece terminar e repetir uma batida mais cedo do que o esperado, dando a sensação de um dispositivo de movimento perpétuo (daí o nome da música).
O DJ sueco Avicii sampleou esta música, utilizando a melodia principal na sua canção "Fade into Darkness". A colaboração Leona Lewis / Avicii "Collide" também usa o mesmo gancho de piano.

## Na Cultura Popular
Esta canção foi usada em trilhas-sonoras de vários filmes, programas de televisão e rádio, incluindo:

### Trilhas-sonoras de Filmes
- Documentário Fermat's Last Theorem (1996)
- Slim Susie (2003)
- "The Union: The Business Behind Getting High" (2007)
- Mary and Max (2009)[4]

### Programas de Televisão
- Utilizada na trilha sonora da série de documentários Road Dreams do Channel 4.[5]
- Utilizada na trilha sonora da adaptação para a televisão de The Handmaid's Tale (2017)[6]
- Episódio "Lost for Words" do seriado 3 lbs

### Programas de Rádio
- "This American Life", um programa popular nas rádios públicas dos Estados Unidos, costuma usar o "Perpetuum Mobile" da banda para acompanhar suas histórias, e os programas de notícias da National Public Radio
- A transmissão semanal australiana da ABC Radio National do The Music Show usa "Perpetuum Mobile" como música tema.

### Podcasts
- A revista The Economist utiliza "Perpetuum Mobile" em seus podcasts semanais.[7]

### Outros
- Comercial da Hewlett Packard (2006)
- Comercial Origin Energy da "Sustainability Drive"